# Die Pforten des Himmels
Die Pforten des Himmels (Les écluses du ciel) ist eine zwischen 1981 und 1994 erschienene frankobelgischer Comicserie.

## Handlung
Gwen wächst als gewöhnlicher Bauernjunge auf und erfährt nach und nach, dass er der rechtmäßige Thronfolger der Bretagne ist. Er muss vor den Häschern des Usurpators nach Britannien fliehen und versucht sein Königreich zurückzuerobern.

## Hintergrund
Rodolphe schrieb die mit Mythologie und Sagen angereicherte Mittelalterserie. Der Zeichner der ersten drei Episoden war Michel Rouge. François Allot übernahm die Zeichnungen der restlichen vier Geschichten. Die Serie erschien zwischen 1981 und 1988 in Circus. Die Alben und die Gesamtausgabe veröffentlichte Glénat. Im deutschen Sprachraum gab Feest die ersten fünf Episoden heraus.

## Albenausgaben
- 1983: Das Zeichen der Morgana (La marque de Morgane, 1981–1982, 46 Seiten)
- 1984: Die Pferde der Nacht (Les chevaux de la nuit, 1983, 46 Seiten)
- 1985: Gwen von Armor (Gwen d’Armor, 1984–1985, 46 Seiten)
- 1988: Avalon (Avalon, 1987–1988, 46 Seiten)
- 1990: Das weisse Land (Le pays blanc, 1990, 46 Seiten)
- 1991: Tombelaine (1991, 46 Seiten)
- 1994: Tiffen (1994, 46 Seiten)